# Les Paul
Les Paul, pseudonimo di Lester William Polsfuss (Waukesha, 9 giugno 1915 – New York, 12 agosto 2009), è stato un chitarrista e inventore statunitense.
È stato il creatore della celebre chitarra che porta il suo nome (Gibson Les Paul).

## Biografia
Nasce a Waukesha, Wisconsin da George Polsfuss e Evelyn (Stutz) Polsfuss, entrambi di origine tedesca. La madre Evelyn era parente del fondatore del birrificio Valentin Blatz Brewing Company di Milwaukee e di Harry C. Stutz, fondatore della casa automobilistica Stutz Motor Company. Si avvicina alla musica all'età di otto anni, imparando a suonare l'armonica a bocca. Da questo strumento musicale egli passerà allo studio del banjo e, infine, nel 1928, si avvicina allo studio della chitarra.
Negli anni quaranta egli inventa la registrazione multitraccia (progetterà il primo banco di registrazione a 8 tracce) e la tecnica delle incisioni sovrapposte (o sovraincisione): incidendo uno sopra l'altro i suoni da lui creati (basso-armonia e contrappunto) giunge a risultati eccellenti, tanto da diventare celebre con il nome di Les Paul e le sue cento chitarre.
In questo periodo egli si avvale spesso della voce di Mary Ford, sua moglie, per creare con lei il celeberrimo duo che usufruiva di una Mary Ford a tre voci, oggi normale amministrazione, ma a quei tempi una vera e propria rivoluzione tecnica.
È curioso un incidente che paralizzò il braccio destro di Les Paul. Lui però ebbe l'idea di farsi mantenere il braccio paralizzato nella posizione giusta per suonare la chitarra.
La sua Gibson Les Paul è divenuta una delle più famose chitarre al mondo.
Il 12 agosto 2009, Les Paul muore all'età di 94 anni per le complicazioni di una polmonite all'Ospedale di White Plains, New York.
È al diciottesimo posto nella lista dei 100 migliori chitarristi secondo Rolling Stone.

## Discografia
- How High the Moon con Mary Ford (1951) - prima posizione negli Stati Uniti nella Billboard Hot 100 per nove settimane e Grammy Hall of Fame Award 1979
- Lady of Spain (1952)
- My Baby's Coming Home - Les Paul & Mary Ford (1952)
- Bye Bye Blues - Les Paul & Mary Ford (1953)
- I'm Sitting on Top of the World - Les Paul & Mary Ford (1953)
- Sleep (Fred Waring's theme) (1953)
- Vaya con Dios - Les Paul & Mary Ford (1953) - prima posizione nella Billboard Hot 100 per 11 settimane
- Johnny (Is the Boy for Me) - Les Paul & Mary Ford (1953)
- Don'cha Hear Them Bells - Les Paul & Mary Ford (1953)
- The Kangaroo (1953)
- I Really Don't Want to Know - Les Paul & Mary Ford (1954)
- I'm a Fool to Care - Les Paul & Mary Ford (1954)
- Whither Thou Goest - Les Paul & Mary Ford (1954)
- Mandolino - Les Paul & Mary Ford (1954)
- Hummingbird - Les Paul & Mary Ford (1955)
- Amukiriki (The Lord Willing) - Les Paul & Mary Ford (1955)
- Magic Melody - Les Paul & Mary Ford (1955)
- Texas Lady - Les Paul & Mary Ford (1956)
- Moritat (Theme from Three Penny Opera) (1956)
- Nuevo Laredo - Les Paul & Mary Ford (1956)
- Cinco Robles (Five Oaks) - Les Paul & Mary Ford (1957)
- Put a Ring on My Finger - Les Paul & Mary Ford (1958)
- Jura (I Swear I Love You) - Les Paul & Mary Ford (1961)

### Album
- Feedback (1944) - compilation
- Les Paul Trio (1946) - compilation
- Hawaiian Paradise (1949)
- The Hit Makers! (1950)
- The New Sound (1950)
- Les Paul's New Sound, Volume 2 (1951)
- Bye Bye Blues! (1952)
- Gallopin' Guitars (1952) - compilation
- Les and Mary (1955)
- Time to Dream (1957)
- Lover's Luau (1959)
- The Hits of Les and Mary (1960) - compilation
- Bouquet of Roses (1962)
- Warm and Wonderful (1962)
- Swingin' South (1963)
- Fabulous Les Paul and Mary Ford (1965)
- Les Paul Now! (1968)
- Guitar Tapestry
- Lover
- The Guitar Artistry of Les Paul (1971)
- The World is Still Waiting for the Sunrise (1974) - compilation
- The Best of Les Paul with Mary Ford (1974) - compilation
- Chester and Lester (1976) - con Chet Atkins
- Guitar Monsters (1977) - con Chet Atkins
- Les Paul and Mary Ford (1978) - compilation
- Multi Trackin'  (1979)
- All-Time Greatest Hits (1983) - compilation
- The Very Best of Les Paul with Mary Ford (1983) - compilation
- Tiger Rag (1984) - compilation
- Famille Nombreuse (1992) - compilation
- The World Is Waiting (1992) - compilation
- The Best of the Capitol Masters: Selections From The Legend and the Legacy Box Set (1992) - compilation
- All-Time Greatest Hits (1992) - compilation
- Their All-Time Greatest Hits (1995) - compilation
- Les Paul: The Legend and the Legacy (1996; set di 4 cd sugli anni alla Capitol Records)
- 16 Most Requested Songs (1996) - compilation
- The Complete Decca Trios -- Plus (1936-1947) (1997) - compilation
- California Melodies (2003)
- Les Paul & Friends: American Made World Played (2005)
- Les Paul And Friends: A Tribute To A Legend (2008)